# Бернівський острів (заказник)
Берні́вський о́стрів — іхтіологічний заказник місцевого значення в Україні. 

## Географія
Розташований у межах Дністровського району Чернівецької області та Кам'янець-Подільського району, біля сіл Бернове та Каветчина. Входить до складу національного природного парку «Хотинський». Площа 25 га.

## Історія
Статус надано згідно з рішенням облвиконкому від 08.02.1996 року № 87-р. Перебуває у віданні Бернівської сільської ради. Статус надано з метою збереження нерестовища цінних видів риб, розташованого в акваторії Дністровського водосховище біля Бернівського острова.
У 1988 році у зв'язку зі створенням Дністровського водосховища прибережна рівнина була затоплена, а її найвища лівобережна частина утворила острів. Площа острова 25 га, він розташований посередині річки Дністер. Східна, західна та північна сторони острова пологі, а південна є піщано-глинистим урвищем заввишки бл. 2 м. Бернівський острів вкритий трав'янисто-чагарниковою рослинністю, і розміри його коливаються залежно від рівня води. За даними багаторічних спостережень мілководдя навкруги острова є місцем нересту цінних видів риб: сома, щуки, коропа, лящів та інших видів, що мають промислове значення. Внаслідок дії річкових вод південна сторона поступово руйнується і потребує негайного засадження швидкоростучими чагарниками.

## Галерея

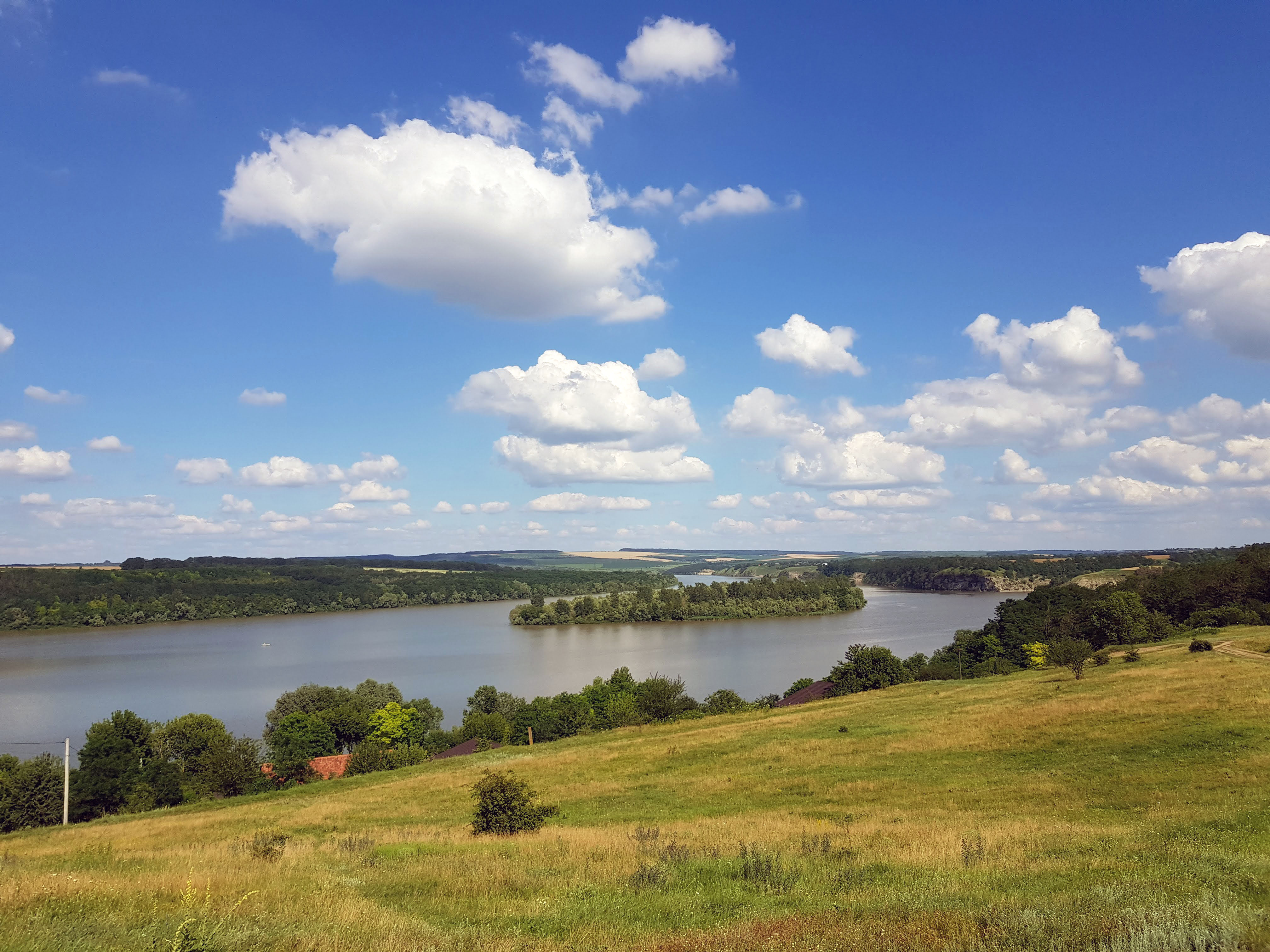
З берега
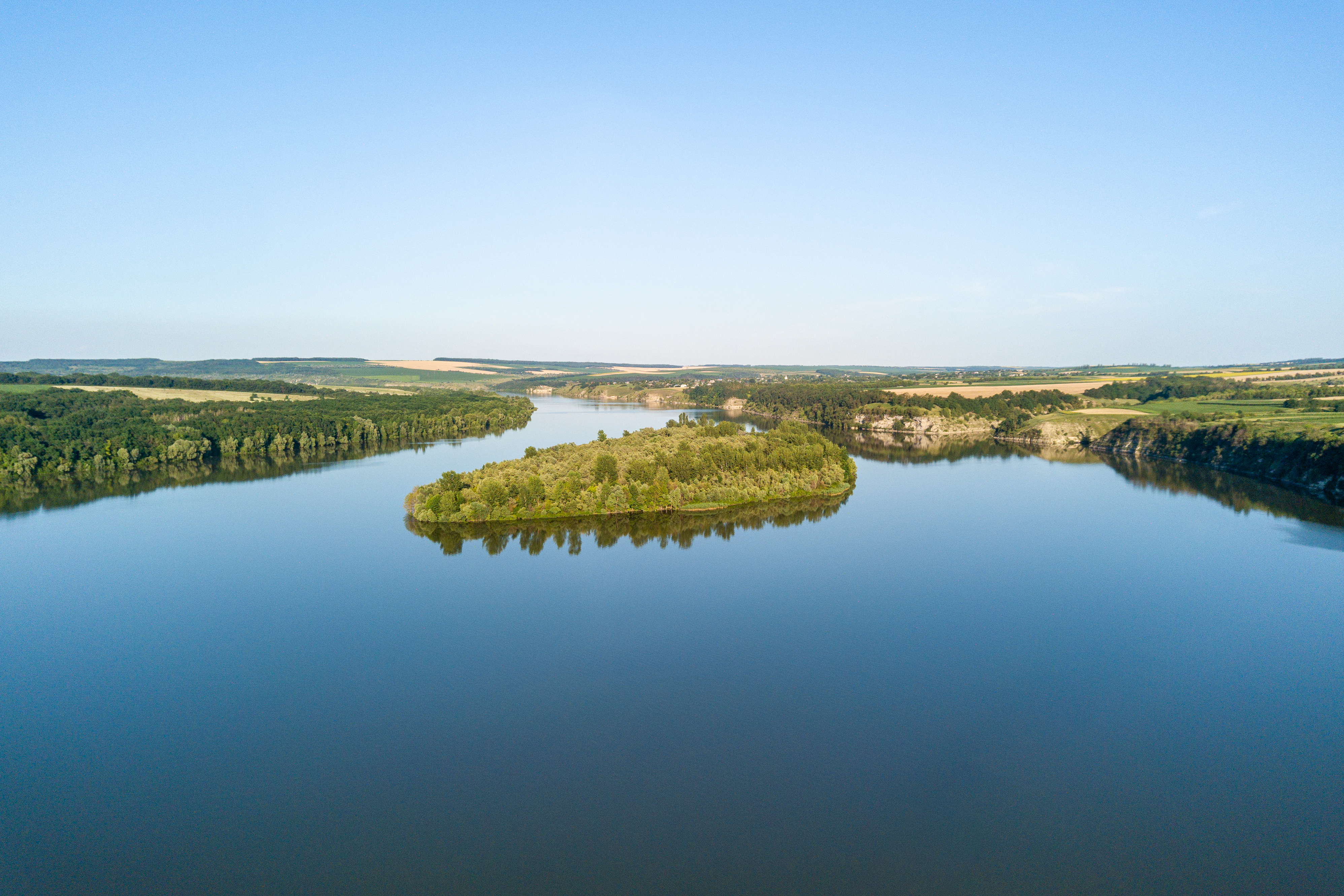
Бернівський острів
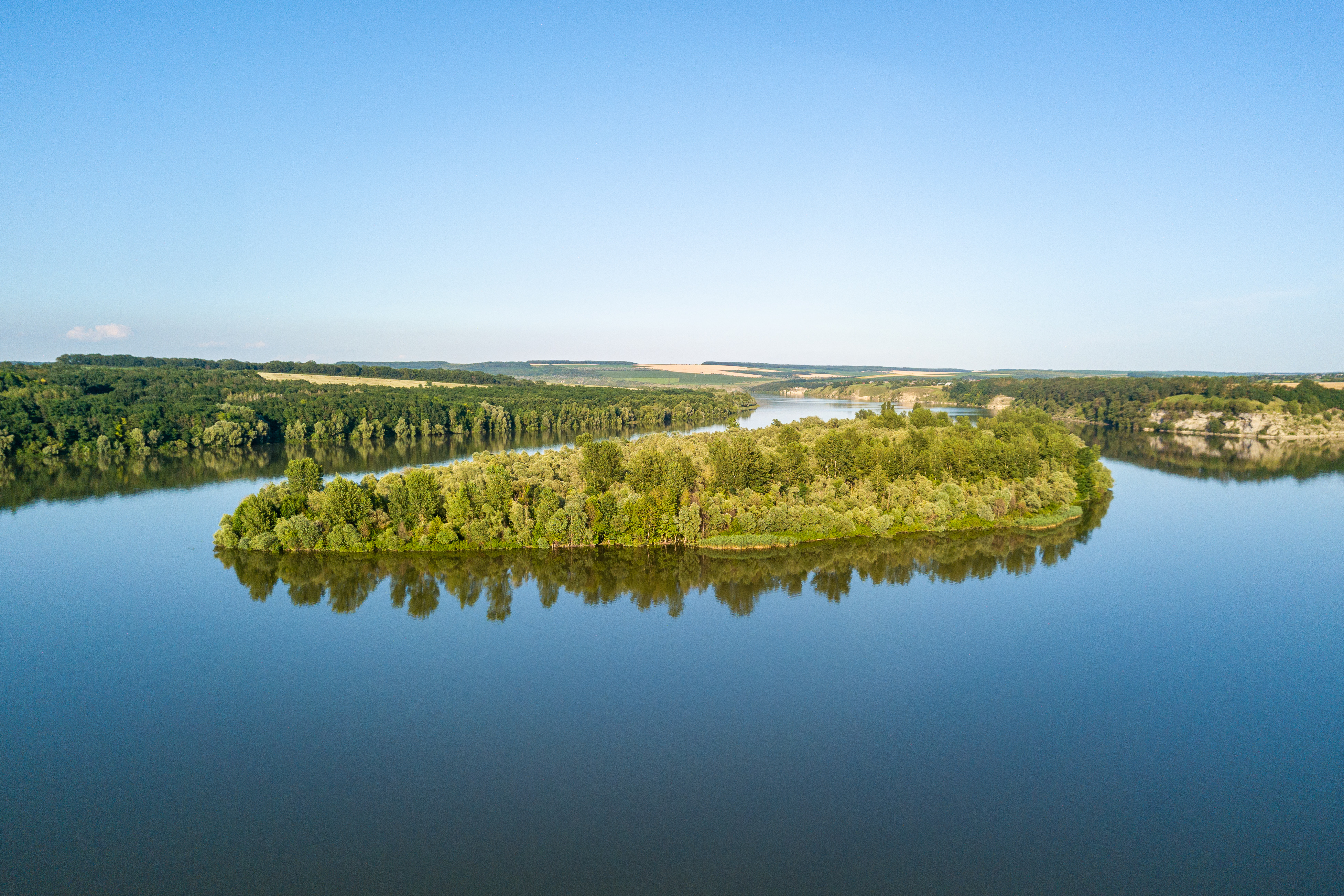
Бернівський острів
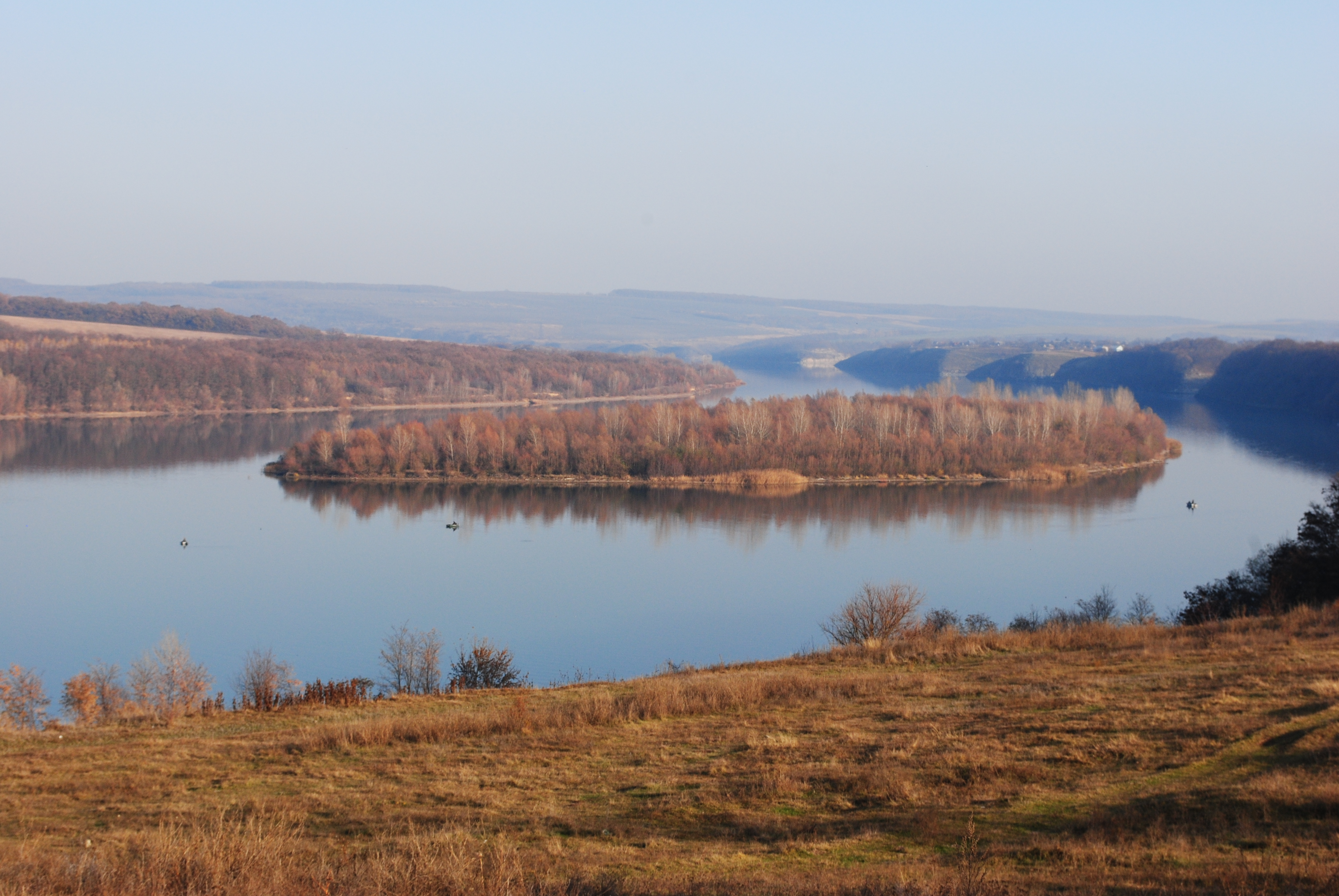
Вигляд на острів з правого берега
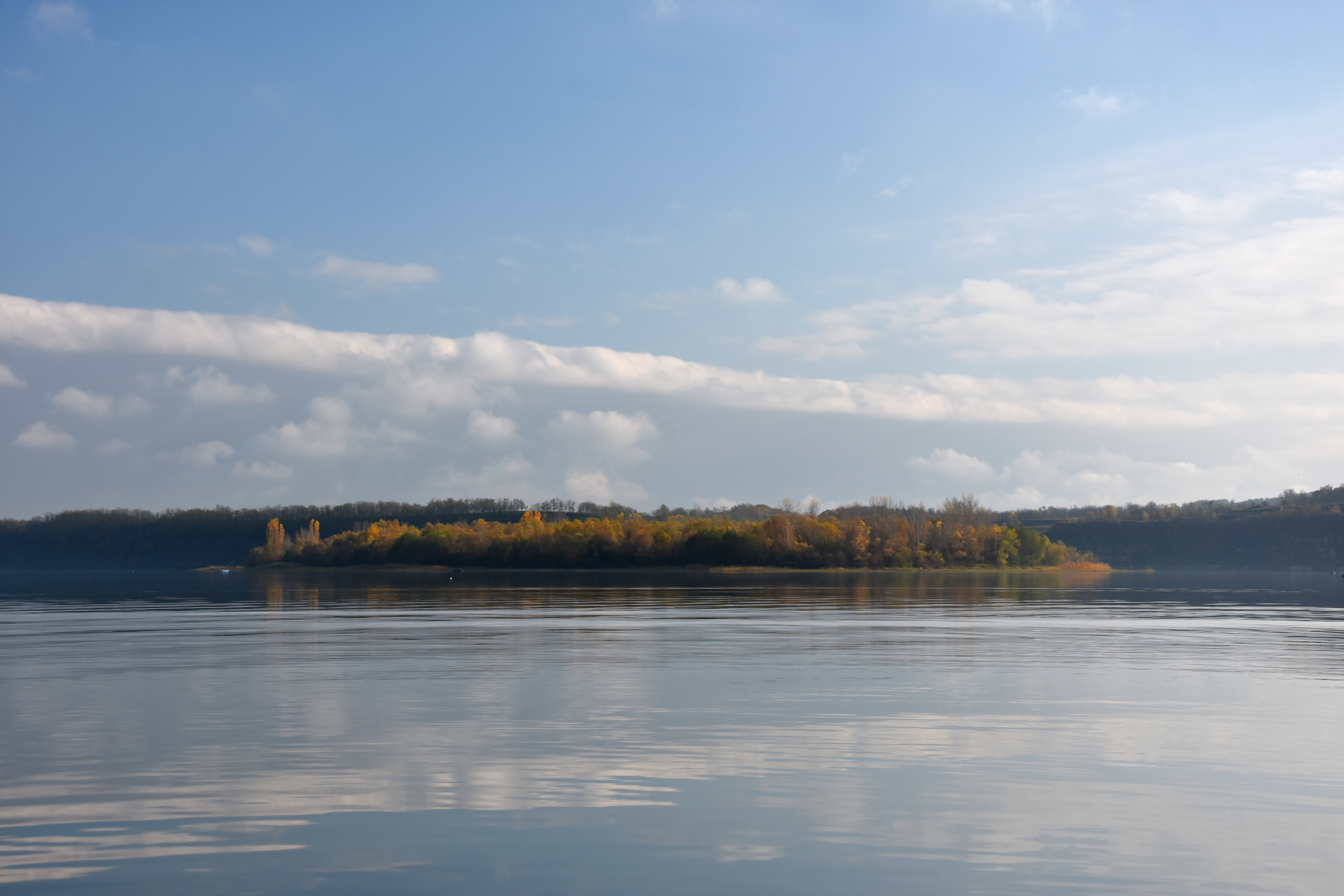
Острів з човна